# IShowSpeed
IShowSpeed ou simplement Speed, de son vrai nom Darren Watkins Jr, né le 21 janvier 2005 à Cincinnati (Ohio), est un vidéaste web, chanteur et rappeur américain. 
Il est décrit par le blog spécialisé dans le jeu vidéo Kotaku comme un des vidéastes en plus grande expansion sur YouTube[Quand ?], connu pour ses chansons Shake, Ronaldo (Sewey), God is Good, Dogs et World Cup. Il est également au cœur de plusieurs controverses.

## Biographie

### Carrière
IShowSpeed rejoint YouTube en 2016. Et commence à partager des vidéos de gameplay. En 2017, il commence à faire de la diffusion en direct, jouant à des jeux comme Fortnite et NBA 2K mais n'a pas de succès : en 2017, ses vidéos sont vues en moyenne par 2 personnes, et ce chiffre grimpe progressivement à 10 personnes en 2020.
Puis, en 2021, le nombre de spectateurs augmente significativement. Ses chaînes passent à cent mille abonnés en avril 2021, à 1 million en juin 2021, et à 10 millions en août 2022. D'un caractère turbulent, il s'est fait remarquer pour des propos controversés,,, et des vidéos rapportant certains de ses comportements les plus choquants sont devenues virales sur les réseaux sociaux, lui attirant de nouveaux visiteurs. En juillet 2021, une vidéo virale sur TikTok lui a apporté 1 million de nouveaux abonnés sur sa chaîne YouTube en moins d'une semaine.
En août 2022, il est la cible d'un swatting, la police intervenant alors chez lui et le menotte.
En 2023, il s'associe à Kai Cenat pour faire une émission sur Rumble, signant un contrat de streaming exclusif avec la plateforme,. La même année, il parvient à rencontrer son idole Cristiano Ronaldo. Et en juin 2023 sa vidéo i met ronaldo atteint déjà environ 10 millions de vues,. Le 7 juillet 2023, IShowSpeed fait une apparition surprise au festival Rolling Loud au Portugal, où il chante ses chansons Shake, World Cup et Portuginies, soutenu notamment par le rappeur Ski Mask The Slump God,. Il se fait remarquer en sautant dans la foule.
En juin 2024, sa vidéo la plus populaire est Shake avec environ 208 millions de vues.
Le 28 janvier 2025, IShowSpeed devient maire de Lima, capitale du Pérou, pour une durée de 60 minutes. Après avoir été accueilli par le maire Rafael López Aliaga, entouré de ses conseillers et agents de sécurité, le jeune homme a signé des papiers officiels attestant le remplacement du maire en poste pendant une heure. Il s'est montré ensuite au balcon de l'hôtel de ville devant 5 000 personnes venues l'acclamer. Il a également rencontré ses fans de Lima dans le cadre de son tour du monde, filmant ce moment pour une diffusion en direct suivie par 500 000 personnes,.

## Polémiques

### Bannissement Twitch pour «intimidation sexuelle»
En décembre 2021, IShowSpeed prend part à une diffusion en ligne d'une émission de « e-dating » par le vidéaste Adin Ross. Durant la diffusion, il demande à l'influenceuse web Ash Kash si elle serait prête à se reproduire avec lui s'il advenait qu'ils soient les deux dernières personnes sur Terre. Lorsque Ash Kash répond non, celui-ci réplique de manière agressive en lui demandant qui allait pouvoir l'arrêter, ce qui est interprété comme une menace de viol. Adin Ross a subséquemment coupé l'accès à son microphone sur le logiciel Discord. Par contre, IShowSpeed rejoint plus tard l'appel et se met à insulter à plusieurs reprises Ash Kash. Il fut encore une fois retiré de l'appel et sera plus tard banni de la plateforme Twitch. D'après un message envoyé par IShowSpeed sur Twitter, il a été banni pour « coercition et intimidation sexuelle ».

### Promotion de crypto-monnaie
En novembre 2022, il est accusé par ses spectateurs de faire la promotion des Paradox Coins, une arnaque de cryptomonnaie pendant une diffusion en direct promotionnel.

### Accusation de racisme envers la communauté asiatique
Le 6 décembre 2022, en pleine diffusion en direct depuis le Qatar où il assiste à un match de la Coupe du monde de football, IShowSpeed interpelle un homme portant un maillot de l'équipe argentine, il prononce alors le terme japonais konnichiwa (« bon après-midi » en français). L'homme lui répond qu'il n'est pas japonais mais chinois, ce que le vidéaste ne prend pas en compte et répète en hurlant le terme précédent tout en rajoutant des imitations avec un accent stéréotypé. Le lendemain, IShowSpeed publie une vidéo — qui reçoit un accueil mitigé — où il dément les accusations de racisme, pensant « qu'il était japonais, alors j'ai dit konnichiwa, je regarde beaucoup d'animés » tout en s'excusant d'avoir possiblement « offensé une personne asiatique ».